# Хавански университет
Хаванският университет (на испански: Universidad de la Habana) е най-старото висше училище в Куба.

## История
Университетът е основан през 1728 г. Първоначално той е с религиозна насоченост и се нарича „Real y Pontificia Universidad de San Gerónimo de la Habana“, което в превод от испански език означава Кралският и папски университет на Свети Херонимо.
През 18 век всички подобни институции, създадени с участието на испанците трябва да получат разрешение от монарха или папата, така че префиксите "Кралски" или "Папски" се появяват в имената на университетите. Разрешение за откриване на университета в Хавана е дадено от крал Филип V и папа Инокентий XIII.
Отначало тук се обучават духовници и служители на кралската администрация. През 1841 г. университетът става светска образователна институция и получава новото име „Real y Literaria Universidad de La Habana“.
През 1863 г. университетът е реорганизиран. След края на испанско-американската война от 1898 г. (в резултат на която Испания признава независимостта на Куба) учебното заведение е преименувано на „Universidad Nacional“.
Първоначално университетът се намира в Стара Хавана в квартал Вила де Сан Кристобал, а на 1 май 1902 г. се премества в нова сграда, която се намира в квартал Ведадо. Тържествеността и величието на сградата се придават от големите ѝ размери, както и от архитектурни елементи, изпълнени в неокласически стил. Интериорът на университета, проектиран от Армандо Менокал е украсен със седем фрески, които символизират медицина, изкуство, мислене, хуманитарни науки, литература и право.
Пред главния вход има бронзова статуя на Алма Матер. Фигурата, създадена през 1919 г. е от художника Марио Корбел и моделирана от Фелисиана „Чана“ Вилалон, 16-годишната дъщеря на Хосе Рамон Вилалон Санчес, професор по аналитична математика в Университета на Хавана. „Чана“ се омъжва за далечен роднина на Армандо Менокал, Хуан Мануел Менокал, професор по право. Фидел Кастро учи с последния, когато е преподавал в университета. Внучката на „Чана“ и Хуан Мануел Менокал, Мария Роса Менокал днес е известен писател и директор на Хуманитарния център на Йейл.
На 10 март 1952 г. в резултат на държавен преврат, Фулхенсио Батиста идва на власт в Куба и университетът става център на антиправителствени протести. По заповед на Батиста, университетът е затворен, а сградите му са окупирани от полиция, въоръжени с автомати.
След победата на Кубинската революция през януари 1959 г. университетът възобновява работа. От началото на 60-те години започва научно сътрудничество със СССР и други социалистически страни. 1961 г. е обявена за „година на образованието“, увеличават се средствата за образование и наука и започва създаването на нови центрове за висше образование.
Поради необходимостта от увеличаване на мащаба на подготовка на специалисти по технически специалности, през 1960 – 1962 г. университетът е реорганизиран. През 1973 г. Университетът на Хавана има два клона (в градовете Никаро и Моа).
През 1977 г. в университета работят над 3000 преподаватели и 53 700 студенти.
През 1979 г. университетът има 9 факултета: биология, география, психология, физика и математика, химия, икономика, философски и исторически факултет, юридически факултет и подготвителен факултет. Освен това университетът включва 24 изследователски института, 22 училища и библиотека.
На 5 септември 1984 г. е открит Факултетът по журналистика.
През 1988 – 1995 г. Около 16 000 студенти са учили в университета.

## Структура
Университетът на Хавана има 14 факултета. Обучението се извършва по 25 различни специалности.
Факултети:
- Биологичен;
- Фармацевтични и хранителни продукти;
- Физически;
- Географски;
- Математика и компютърни науки;
- Психологически;
- Химически;
- Изкуство и литература;
- Комуникации;
- право;
- Философия и история;
- Икономически;
- туризъм;
- Счетоводство и финанси.

Университетът на Хавана също предоставя възможности за дистанционно обучение.
Университетът разполага с библиотека (една от най-големите научни библиотеки в страната).
Университетът издава научното списание „Universidad de la Habana“ и бюлетина „Boletin Universitario“.

## Известни преподаватели и студенти

### Студенти
- Фидел Кастро – революционен и политически деец, командир, лидер на Куба. През 1950 г. завършва Юридическия факултет на Университета в Хавана, след това аспирантура;
- Раул Кастро – брат на Фидел Кастро. председател на Държавния съвет и Министерски съвет;
- Хосе Лесама Лима – поет, прозаик, есеист. Завършва университета през 1938 г.;
- Хосе Мануел Поведа – поет и преводач, един от пионерите на „кубинския негризъм“.
- Емилио Портуондо – министър-председател на Куба, министър на земеделието и посланик на Куба в Европа. Завършва университета през 1919 г.;
- Хосе Мария Ередия – поет и общественик, един от основоположниците на романтизма в литературата на Латинска Америка.

### Преподаватели
- Петър Пашов – езиковед.
- Рикардо Бофил – професор по философия, политически активист и дисидент.
- Юсниер Виера – професор по числени анализи във Факултета по математика и компютърни науки (2005 – 2007), кубинско-американски математик, феноменален калкулатор, световен рекордьор в областта на устното изчисляване на календара.

### Почетни доктори на науките
- Анатолий Логунов – съветски и руски физик-теоретик. Ректор на Московския държавен университет.